# Parisátide
Parisátide es la hija extramatrimonial de Artajerjes I, rey de Persia de la dinastía aqueménida, y Andia de Babilonia.
Hermanastra de los sucesores al trono persa Jerjes II y Darío II, se casó con este último, con quien tuvo cuatro hijos: Artajerjes II, el mayor y futuro rey, y los príncipes Ciro el Joven, Ostanes y Oxatres. Se sabe que tenía una gran influencia sobre su marido.
A la muerte de Darío II tomó parte por su hijo Ciro después de que este fuera encarcelado por su hermano durante la lucha sucesoria en una conjura palaciega en la que fue delatado por Tisafernes.
Después de la batalla de Cunaxa persiguió e infligió los castigos más atroces a todos los que habían tomado parte en la muerte de Ciro.
Más adelante hizo envenenar a su propia nuera Estatira, motivo por el cual fue relegada a Babilonia.